# Ventura Moreno Zavala

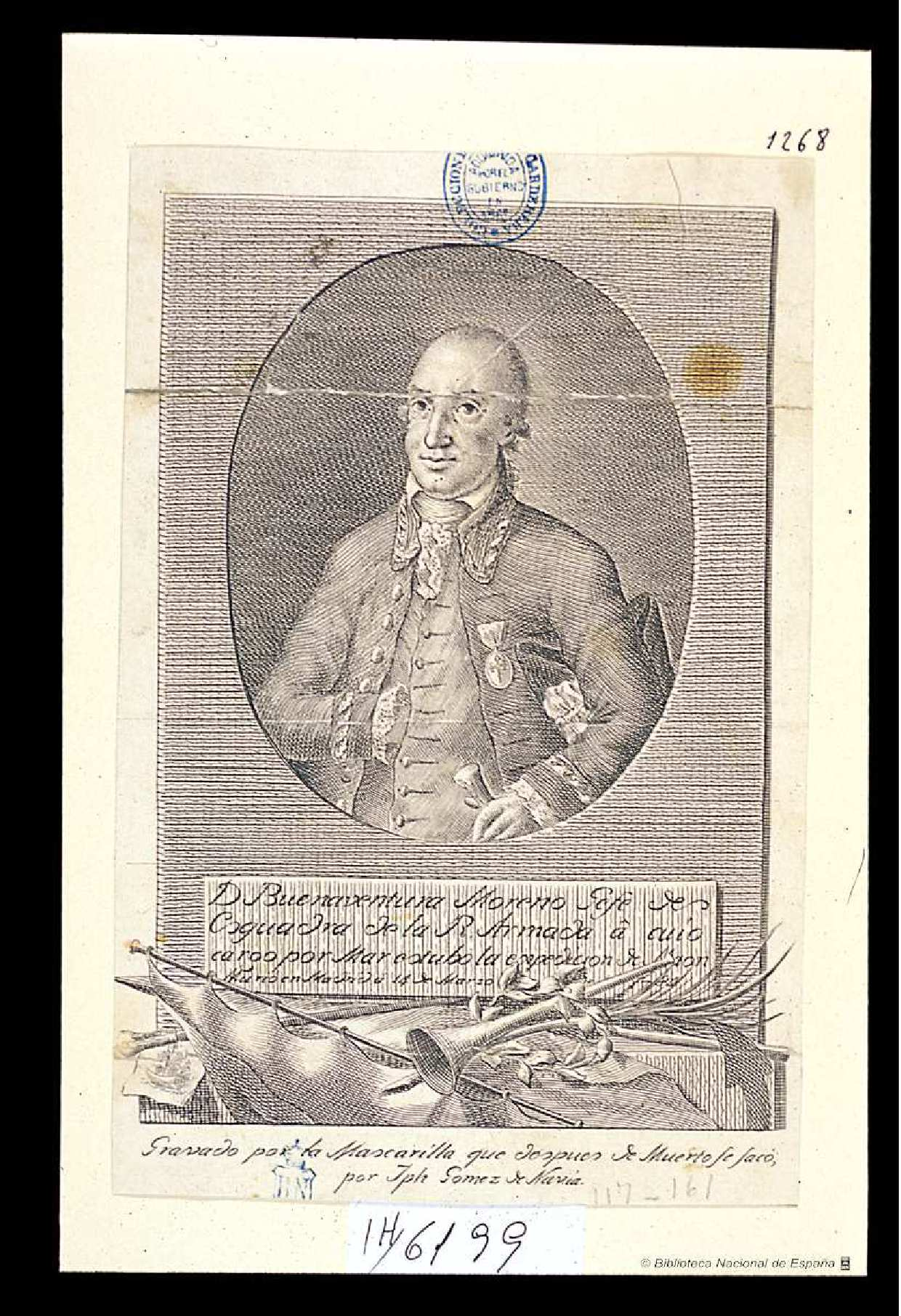
Retrato de Ventura Moreno por José Gómez de Navia. Aguafuerte y buril. Inscripción: «D. Buenaventura Moreno Gefe de Esquadra de la R. Armada a cuio cargo por Mar estubo la expedición de Maon. Murió en Madrid a 14 de Marzo de 1784». Al pie: «Gravado por la Mascarilla que después de muerto se sacó / por Jph Gómez de Navia». Biblioteca Nacional de España.

Ventura Moreno Zavala (Cádiz, 1736-Madrid, 1784) fue un general de Marina de España. Tomó parte en el asedio de Gibraltar mandando la batería flotante de dos puentes llamada Pastora; Ventura Moreno, junto a los otros comandantes de las baterías que no ardieron en las primeras horas de ataque, fueron los últimos en abandonar los buques prendiendo fuego a aquellos que se encontraban intactos con el objetivo de que no cayeran en manos británicas. También participó en la reconquista de Menorca en 1781 al mando del navío San Pascual. Murió en un duelo a espada, promovido por querer que un caballero, llamado Manzano, le cediera la derecha yendo por la madrileña calle del Espejo.